# Alchemilla iniquiformis
Alchemilla iniquiformis är en rosväxtart som beskrevs av S. Fröhner. Alchemilla iniquiformis ingår i släktet daggkåpor, och familjen rosväxter. Inga underarter finns listade i Catalogue of Life.